# True Colors (Zedd e Kesha)
True Colors è un brano musicale del disc jockey tedesco Zedd eseguito in coppia con la cantante statunitense Kesha e pubblicato come un singolo il 29 aprile 2016 dal suo secondo album in uscita, True Colors.